# Grimmia muelleri
Grimmia muelleri là một loài Rêu trong họ Grimmiaceae. Loài này được B.S.G. ex Unger & Kotschy mô tả khoa học đầu tiên năm 1865.